# 霍普韋爾 (肯塔基州勞雷爾縣)
霍普韋爾（英語：Hopewell）是位於美國肯塔基州勞雷爾縣的一個非建制地區。

## 地理
霍普韋爾所處的海拔為高於海平面384米（即1260英呎），而該地所採用的時區為UTC-5，即北美東部時區（EST）。同時該地設有夏令時間，為UTC-5調快一小時，即UTC-4（EDT）。